# Islamski Bank Rozwoju
Islamski Bank Rozwoju (IDB, ang. Islamic Development Bank, arab. البنك الإسلامي للتنمية) – finansowa organizacja międzynarodowa powołana w grudniu 1973 roku, na spotkaniu ministrów finansów państw islamskich w Dżuddzie. Głównym celem działania organizacji jest wspieranie rozwoju ekonomicznego i społecznego państw członkowskich oraz społeczności muzułmańskich zamieszkujących inne państwa, zgodnego z prawem szariatu.
Obecnie IDB liczy 56 państw członkowskich, z których większość stanowią muzułmańskie państwa azjatyckie i afrykańskie. Najważniejszymi członkami organizacji (pod względem włożonego kapitału) są Arabia Saudyjska, Libia, Iran, Egipt, Turcja, Zjednoczone Emiraty Arabskie i Kuwejt.